# Mama wa shōgaku 4 nensei
Mama wa shōgaku 4 nensei (ママは小学４年生?, Mama wa shōgaku yonensei)
letteralmente, Mamma fa il quarto anno alla scuola elementare è un anime shōjo giapponese creato dalla Sunrise. Sono stati realizzati 51 episodi usciti da gennaio 1992 sino a dicembre dello stesso anno.

## Trama
Nel 2007 una giovane donna si sta preparando per una festa, quella del figlioletto, nel frattempo suo marito sta comprando un regalo per il suo piccolo. Un fulmine colpisce la tv facendo in modo che il bambino venga attratto dalla televisione e finisce nel 1992. In quel tempo il bambino incontra Natsumi Mizuki, che si è separata temporaneamente dai suoi genitori, e decide di crescere da sola il bambino. In seguito si comprenderà che questa ragazza in realtà è proprio la madre del bambino del 2007.

## Anime

### Episodi
| Nº | Titolo italiano (traduzione letterale) Giapponese 「Kanji」 - Rōmaji                              | In onda           | In onda |
| Nº | Titolo italiano (traduzione letterale) Giapponese 「Kanji」 - Rōmaji                              | Giapponese        |         |
| 1  | Il bambino è caduto dal cielo ! 「赤ちゃんが降ってきた」 - akachan ga futte kita!                 | 10 gennaio 1992   |         |
| 2  | Sono io la mamma ? 「わたしがママなの？」 - watashi ga MAMA na no?                                | 17 gennaio 1992   |         |
| 3  | Nasconditi Mirai-chan ! 「みらいちゃんを隠せ！」 - mirai-chan wo kakuse!                          | 24 gennaio 1992   |         |
| 4  | Mamma è una ladra di bambini ! 「ママは赤ちゃん泥棒！」 - MAMA wa akachan dorobou!                | 31 gennaio 1992   |         |
| 5  | Chi è il padre di Mirai-chan ? 「みらいのパパはだれ？」 - mirai no PAPA wa dare?                  | 07 febbraio 1992  |         |
| 6  | Il Flauto che calma 「フルートでごきげん！」 - FURUUTO de gokigen!                                | 14 febbraio 1992  |         |
| 7  | Sei tu che te ne dovresti andare! 「そっちが出ていけ！」 - socchi ga dete ike!                    | 21 febbraio 1992  |         |
| 8  | La nonna è incredibile ! 「おばあちゃんてスゴイ！」 - obaa-chan te SUGOI!                         | 28 febbraio 1992  |         |
| 9  | Non è facile essere un fratello maggiore 「お兄ちゃんはつらいね！」 - onii-chan wa tsurai ne!     | 06 marzo 1992     |         |
| 10 | Pericolo, Mirai-chan ! 「みらいちゃんが危ない！」 - mirai-chan ga abunai!                         | 13 marzo 1992     |         |
| 11 | Conoscersi mediante la cucina ! 「お料理ではじめまして！」 - oryouri dehajime mashite!            | 20 marzo 1992     |         |
| 12 | Macchina del tempo, partenza ! 「タイムマシンで出発！」 - TAIMUMASHIN de shuppatsu!               | 27 marzo 1992     |         |
| 13 | È arrivato il circo 「サーカスがやってきた！」 - SAAKASU ga yattekita!                            | 03 aprile 1992    |         |
| 14 | Il segreto del Compatto 「コンパクトの秘密」 - KONPAKUTO no himitsu!                              | 10 aprile 1992    |         |
| 15 | Qual è il mio sogno ? 「わたしの夢ってなに？」 - watashi no yume tte nani?                        | 17 aprile 1992    |         |
| 16 | Bentornata a casa, mamma ! 「お帰りなさいママ！」 - okaerinasai, MAMA!                            | 24 aprile 1992    |         |
| 17 | Scusa, Mirai-chan ! 「ゴメンネみらいちゃん」 - GOMENNE mirai-chan!                                | 01 maggio 1992    |         |
| 18 | Insieme con un orso 「クマさんと一緒！」 - KUMA-san to issho!                                     | 08 maggio 1992    |         |
| 19 | Mirai-chan è nel mirino ! 「狙われたみらいちゃん」 - nerawareta mirai-chan                        | 15 maggio 1992    |         |
| 20 | Mi metterò a dieta ! 「やります！ ダイエット」 - yarimasu, DAIETTO                                | 22 maggio 1992    |         |
| 21 | L’enigma della borsa delle meraviglie 「ふしぎなバッグのなぞ」 - fushigi na BAGGU no nazo         | 29 maggio 1992    |         |
| 22 | Gli uomini dal Futuro 「未来からきたお迎え」 - mirai kara kita omukae                             | 05 giugno 1992    |         |
| 23 | Lascerò la scuola ! 「わたし，学校やめます！」 - watashi, gakkou yamemasu!                        | 12 giugno 1992    |         |
| 24 | Un divertente pernottamento 「楽しいお泊まりゴッコ」 - tanoshii otomari GOKKO                     | 19 giugno 1992    |         |
| 25 | L’alunno trasferito è ‘chao’ ? 「転校生はチャオ？」 - tenkousei wa CHAO?                          | 26 giugno 1992    |         |
| 26 | Niente più festini ! 「パーティーはもういや」 - PAATI wa mou iya!                                 | 03 luglio 1992    |         |
| 27 | La mamma della mamma è un tifone primaverile 「ママのママは春台風」 - MAMA no MAMA wa haru taifuu | 10 luglio 1992    |         |
| 28 | L’avventura dei piccoli angeli 「チビッコ天使の大冒険」 - CHIBIKKO tenshi no dai bouken           | 17 luglio 1992    |         |
| 29 | Un bacio a bordo piscina ? 「プールでキッス？」 - PUURU de KISSU?                                 | 24 luglio 1992    |         |
| 30 | La guerra dei bambini abbia inizio ! 「わんぱく戦争始め！」 - wanpaku sensou, hajime!             | 31 luglio 1992    |         |
| 31 | Combattimenti sull’Isola degli Uccelli 「鳥の子島は大さわぎ」 - tori no ko tou wa dai sawagi!     | 07 agosto 1992    |         |
| 32 | Il debutto del sogno della Zia 「オバさん夢のデビュー」 - OBA-san yume no DEBYUU!                 | 14 agosto 1992    |         |
| 33 | Sorpresi dall’incantesimo 「おまじないでビックリ」 - omajinai de BIKKURI!                         | 21 agosto 1992    |         |
| 34 | Ricordi gioiosi 「思いでワクワク！」 - omoide WAKUWAKU!                                           | 28 agosto 1992    |         |
| 35 | Arriva la Maestra Onizuru ! 「オニヅル先生登場！」 - ONIDURU sensei toujou!                       | 04 settembre 1992 |         |
| 36 | Andare a scuola con Mirai-chan ! 「みらいちゃんと学校へ！」 - mirai-chan to gakkou e!             | 11 settembre 1992 |         |
| 37 | Trovata Mirai-chan ! 「みらいちゃん見つかる」 - mirai-chan mitsukaru!                             | 18 settembre 1992 |         |
| 38 | La Mamma è Zia Izumi ! 「ママはいづみおばさん！」 - MAMA wa izumi oba-san!                        | 25 settembre 1992 |         |
| 39 | La signora è una superstar ! 「お嬢様は大スター！」 - ojousama wa dai SUTAA!                      | 02 ottobre 1992   |         |
| 40 | Il ritorno dello scienziato geniale 「帰ってきた天才科学者」 - kaette kita tensai kagakusha       | 09 ottobre 1992   |         |
| 41 | Mirai è la nostra Idol ? 「みらいはアイドル？」 - mirai wa AIDORU?                                | 16 ottobre 1992   |         |
| 42 | Frenetico doppio appuntamento ! 「ダブルデートでドキッ！」 - DABURU DEETO de doki!!               | 23 ottobre 1992   |         |
| 43 | Sarò un’attrice ! 「なつみ，女優やります！」 - natsumi, joyuu yarimasu!                           | 30 ottobre 1992   |         |
| 44 | È lui mio marito ? 「これがわたしの旦那様？」 - kore ga watashi no danna-sama?                    | 06 novembre 1992  |         |
| 45 | Mirai-chan la ladra 「怪盗みらいちゃん」 - kaitou mirai-chan                                      | 13 novembre 1992  |         |
| 46 | La canzone della Mamma 「かあさんの詩」 - kaa-san no shi                                          | 20 novembre 1992  |         |
| 47 | La grande trasformazione della Zietta 「おばさんの大変身」 - oba-san no dai henshin!              | 27 novembre 1992  |         |
| 48 | Mirai-chan è sul giornale ! 「特ダネはみらいちゃん！」 - tokuDANE wa mirai-chan!                  | 04 dicembre 1992  |         |
| 49 | La madre sono io ! 「わたしがママです！」 - watashi ga MAMA desu!                                 | 18 dicembre 1992  |         |
| 50 | La mattina dello slittamento temporale 「タイムスリップの朝」 - TAIMUSURIPPU no asa               | 18 dicembre 1992  |         |
| 51 | Addio, Mirai-chan 「さよなら みらいちゃん」 - sayonara mirai-chan                                 | 25 dicembre 1992  |         |